# Belägringen av Pärnu
Belägringen av Pärnu ägde rum under det stora nordiska kriget. Det började den 22 juli och avslutades den 15 augusti 1710 när den svenska garnisonen kapitulerade inför den ryska armén. Anledningen till kapitulationen var att minst 880 av den 1 000 man starka garnisonen avled på grund av pestsjukdomar.